# Götemargranit

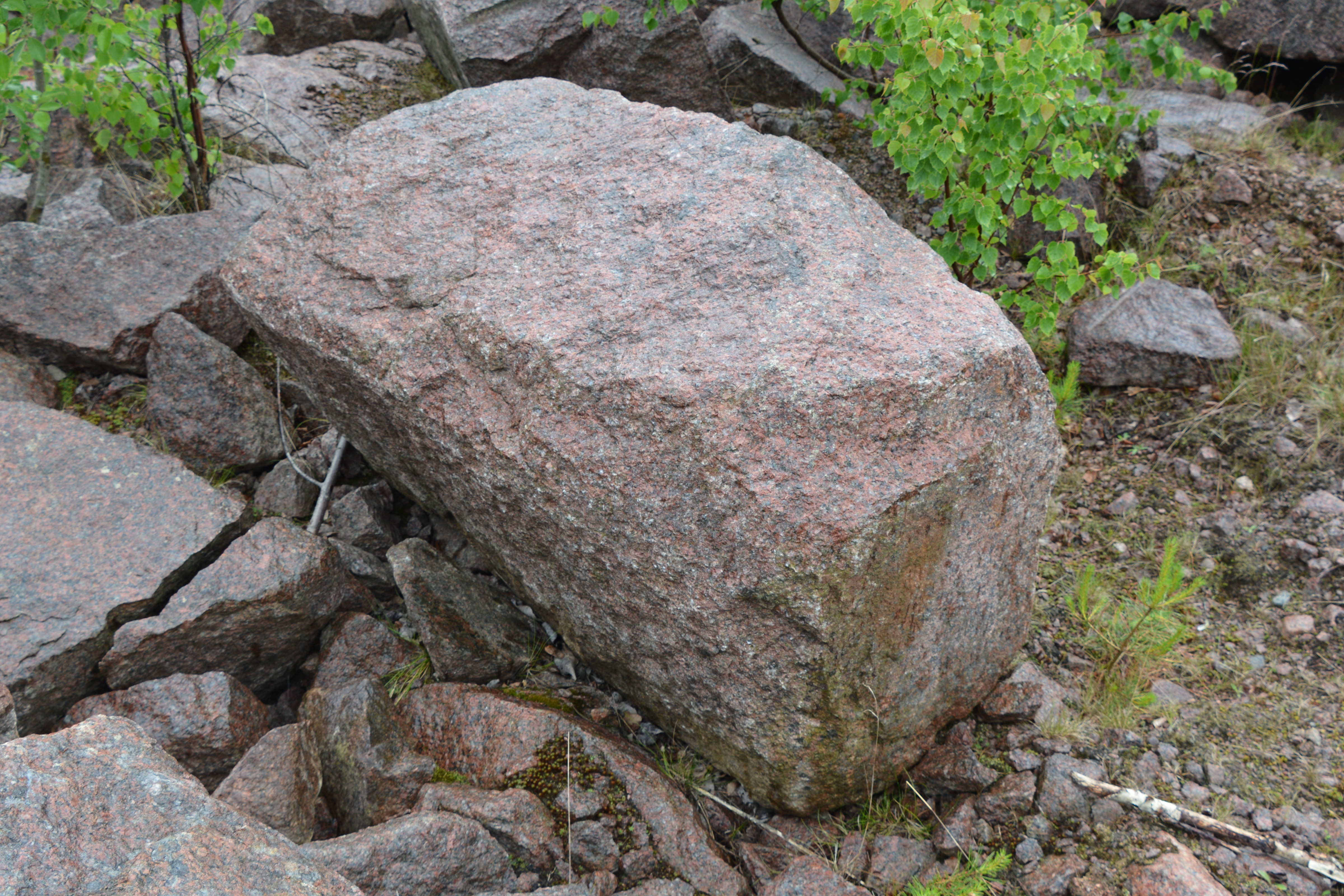
Block av götemargranit,från stenbrott Kråkemåla 2

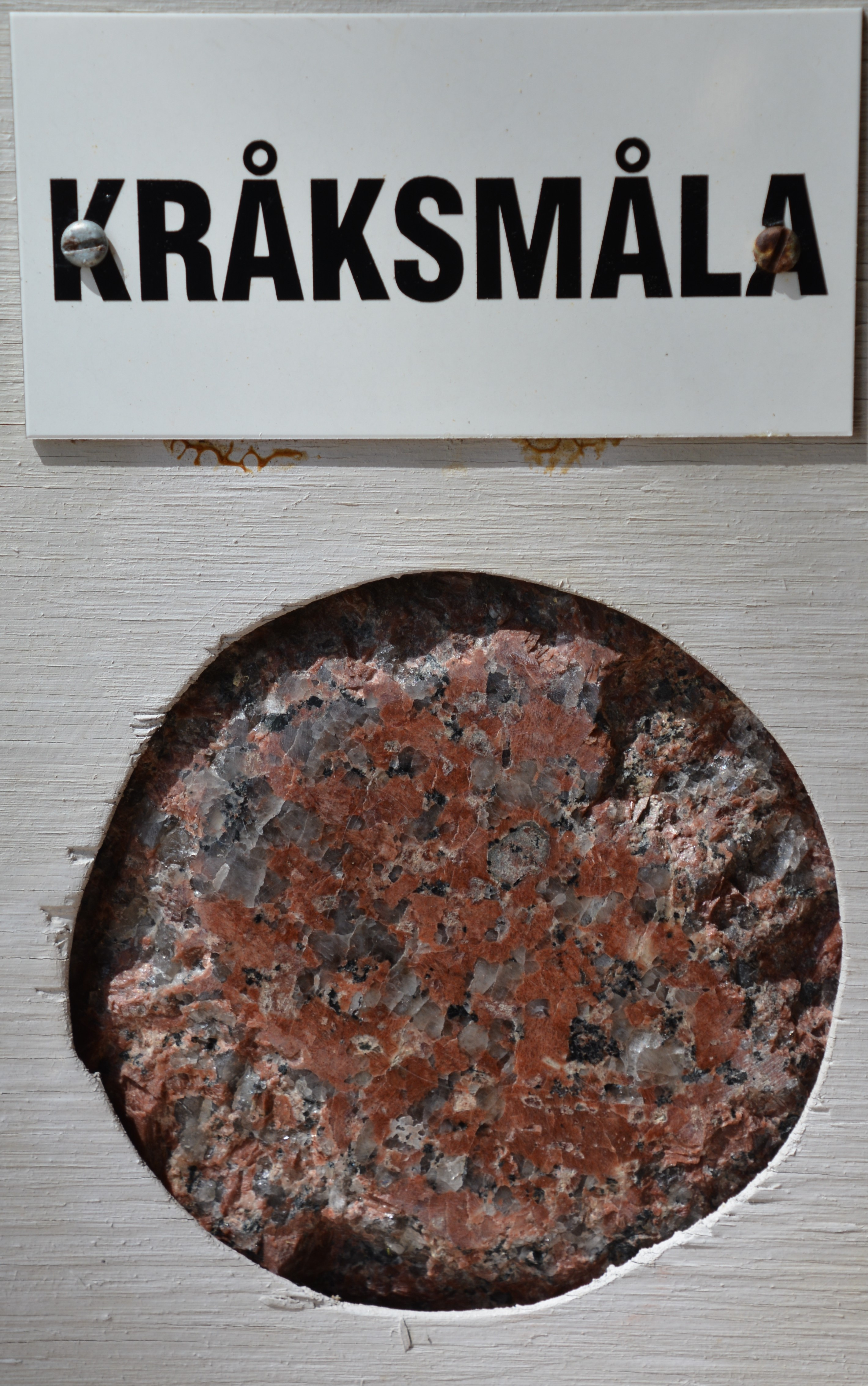
Götemargranit från Kråkemåla

Götemargranit är en rapakivigranit som förekommer i ett litet område sydost om sjön Götemar i östra Småland.
Bergarten har fått sitt namn av sjön Götemar. Den finns i ett nästan cirkelformat förekomstområde med en diameter på omkring fem kilometer och har tidigare brutits i stenbrott i bland annat Kråkemåla. Den är mycket lik den något storkornigare jungfrugraniten på Blå Jungfrun. Den senare benämns ibland också götemargranit.
Götemarintrusion anses ha uppstått genom att magma med olika sammansättning trängt upp och smält samman. Götemargraniten har höga halter av kalifältspat och kvarts samt också flusspat som sprickfyllnad men också i grundmassan.
Götemargraniten har tidigare brutits för byggnadssten i två stenbrott i Kråkemåla samt Götebo, Askaremåla och Bussvik. Viss brytning sker också idag i stenbrottet Kråkemåla 1.